# St. Katharina (Ernstroda)

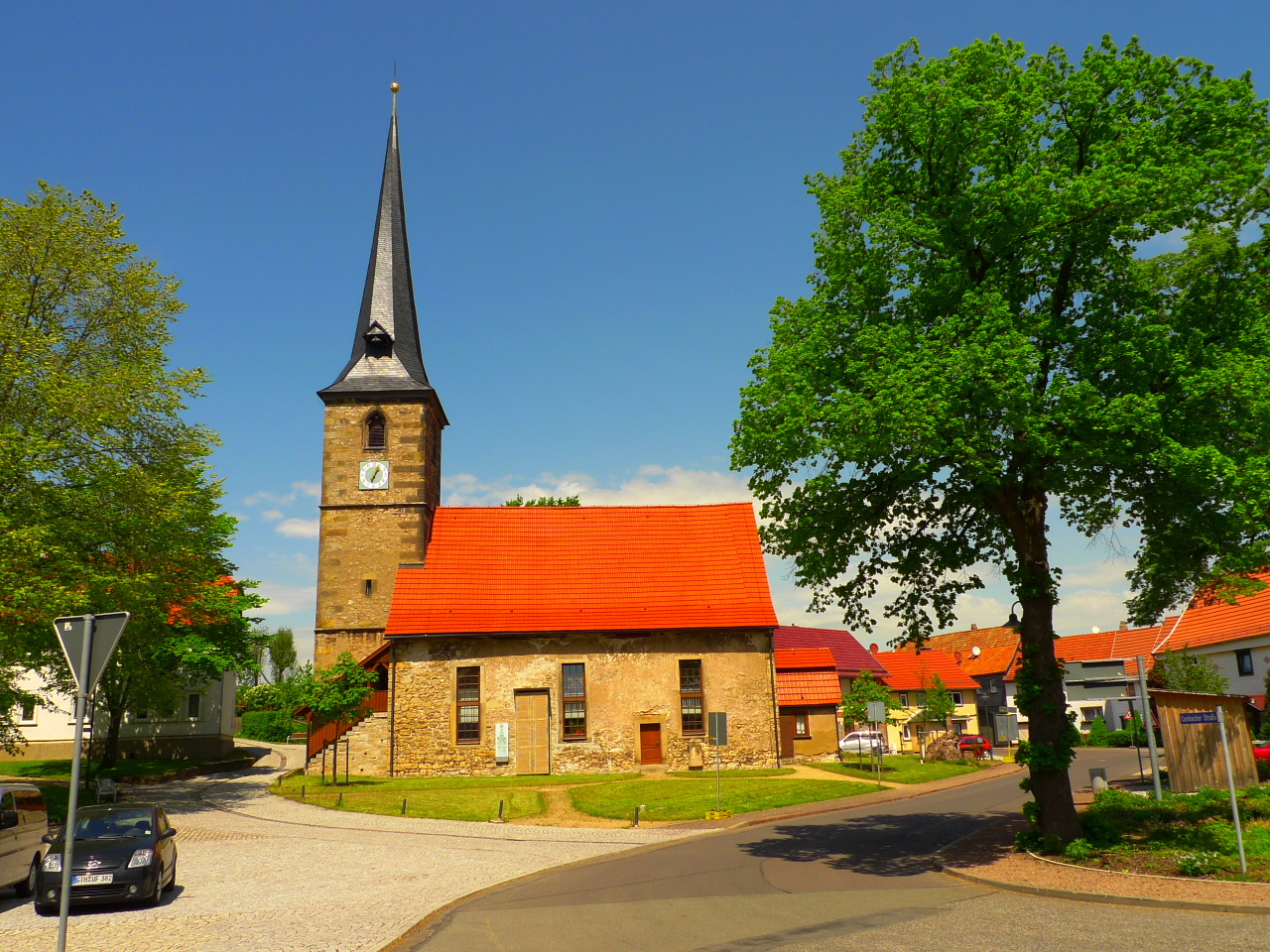
St. Katharina in Ernstroda

Die evangelische Dorfkirche St. Katharina steht im Ortsteil Ernstroda der Stadt Friedrichroda im Landkreis Gotha in Thüringen.

## Geschichte
Im 16. Jahrhundert befanden sich u. a. vier Kirchen im Besitz des Klosters Reinhardsbrunn: Johanniskirche (Altenbergen), Ägydienkapeele (Cumbach), Blasiuskapelle (Friedrichroda) und die Katharinenkapelle in Ernstroda. Allerdings erhob der Reinhardsbrunner Abt die Ernstrodaer Kirche im Jahre 1457 durch ein Stiftungsdokument zur Pfarrkirche und stattete sie zehn Jahre später mit einem Ablasshandel aus. Namensgeberin der Kirche ist die Hl. Katharina von Alexandrien. 
Die heutige markante und sehenswerte Dorfkirche ist im Jahr 1599 gebaut worden. Beim Bau der Kirche wurde der Kirchturm der Vorgängerkirche einbezogen. Es ist eine Saalkirche mit eingezogenem, gerade abgeschlossenen Chor und einer hölzernen Fachdecke, die 1625 ausgemalt wurde. Das Erdgeschoss des Turmes ist kreuzgratgewölbt. Auch die Brüstungsfelder der doppelgeschossigen Emporen erhielten in 1625 ihre Bemalung. Der schöne Taufstein stammt aus dem Jahre 1618 und wurde 1930 an seinen heutigen Platz gestellt. 

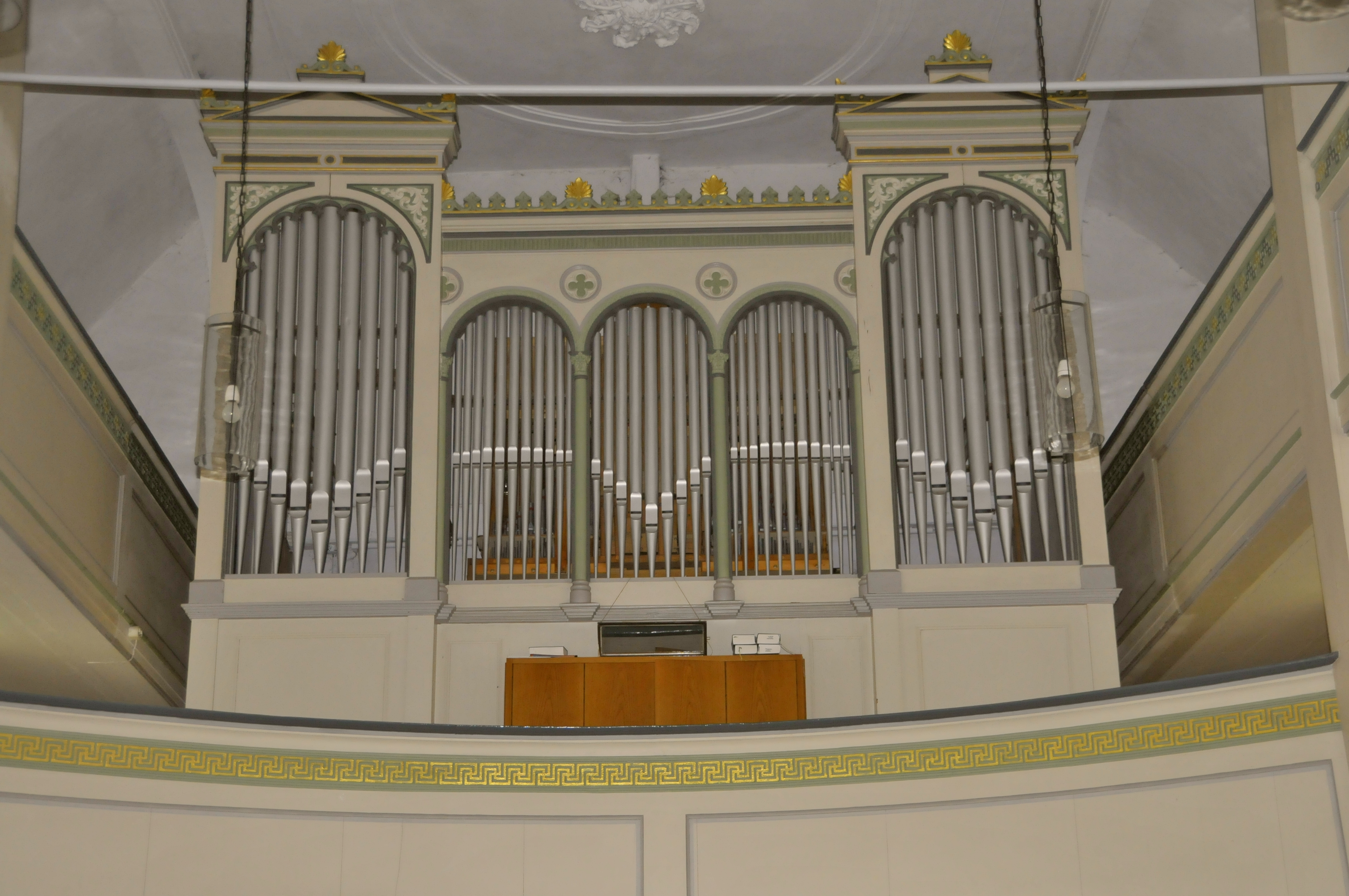
Böhm-Orgel

Im 17. Jahrhundert goss der Glockengießer Paul Seeger aus Gotha eine Glocke für die Kirche.
1817, im Zuge eines Umbaus und der Erneuerung von Dachschwellen, Türen und Fenstern, baute der Orgelbauer Ratzmann aus Ohrdruf eine Orgel ein. Erwähnenswert ist, dass jeder Ernstrodaer Haushalt die Orgelbauer während der zweijährigen Bauzeit in Kost nehmen musste. Die Orgel wurde 1874 durch Friedrich Knauf ersetzt, hinter dessen Prospekt Rudolf Böhm 1980 ein neues Orgelwerk mit 11 Registern auf zwei Manualen (4+5) und Pedal (2) einbaute.
Nach der politischen Wende  erfolgte eine Fassadenrestaurierung unter Einbeziehung der noch vorhandenen Rauputzflächen am Ostgiebel und an der Nordfassade. Diese Bauarbeiten und die am Turm wurden mit dem Knopffest am 19. Juli 1990 vollendet. 1991 wurde eine funkgesteuerte Turmuhr eingebaut.